# Dique 1 (Puerto Madero)
El Dique 1 de Puerto Madero es uno de los sectores demarcados por dichos espejos de agua que componen a este barrio de la Ciudad de Buenos Aires, Argentina. Está delimitado por la Av. Alicia Moreau de Justo, el Boulevard Elvira Rawson de Dellepiane, el Bv. Rosario Vera Peñaloza y la Avenida Dr. Tristán Achával Rodríguez (Av. Costanera Sur).
Es la sección de Puerto Madero destinada a inversiones inmobiliarias y renovación urbana más al sur, y la última que comenzó a organizarse, dividirse en parcelas y construirse (aunque el Edificio Malecón se encuentra del lado oeste del dique desde 1999). Las obras públicas de apertura de calles empezaron recién en la primera mitad del año 2007. 
La continuación de la calle peatonal Pierina Dealessi, junto con una calzada vehicular adyacente fue inaugurada recién en abril de 2008. También fueron ejecutadas las prolongaciones de la calle Julieta Lanteri y de la Avenida Juana Manso, que aún no está abierta al público. 
El 26 de noviembre de 2008 se inauguró la Plaza María Eva Duarte de Perón junto con un tramo de la calle Julieta Lanteri.
El 29 de diciembre de 2008 se encontraron, en la excavación para el basamento del complejo residencial Zen City, los restos de una embarcación a vela del siglo XVIII, hecho que paralizó las obras. Se montó una pasarela y se permitió la circulación (restringida) del público hasta el 5 de julio del año siguiente, cuando la embarcación fue trasladada a un depósito municipal en la Barraca Peña (La Boca).
Actualmente está en vigencia un concurso para elegir el nombre de una mujer argentina (característicos del barrio) una nueva calle transversal del Dique 1.
Diversos proyectos fueron propuestos para los lotes del Dique 1. Desde 2007 se habló del emplazamiento del primer complejo de Puerto Madero, sumando viviendas, torres de oficinas y el primer centro comercial del barrio. En 2008 este proyecto se concretó con el nombre de Madero Harbour. Junto a este, se planeó el conjunto de viviendas y oficinas +5411, que luego fue suspendido, vendido y reemplazado por el proyecto Art María. 

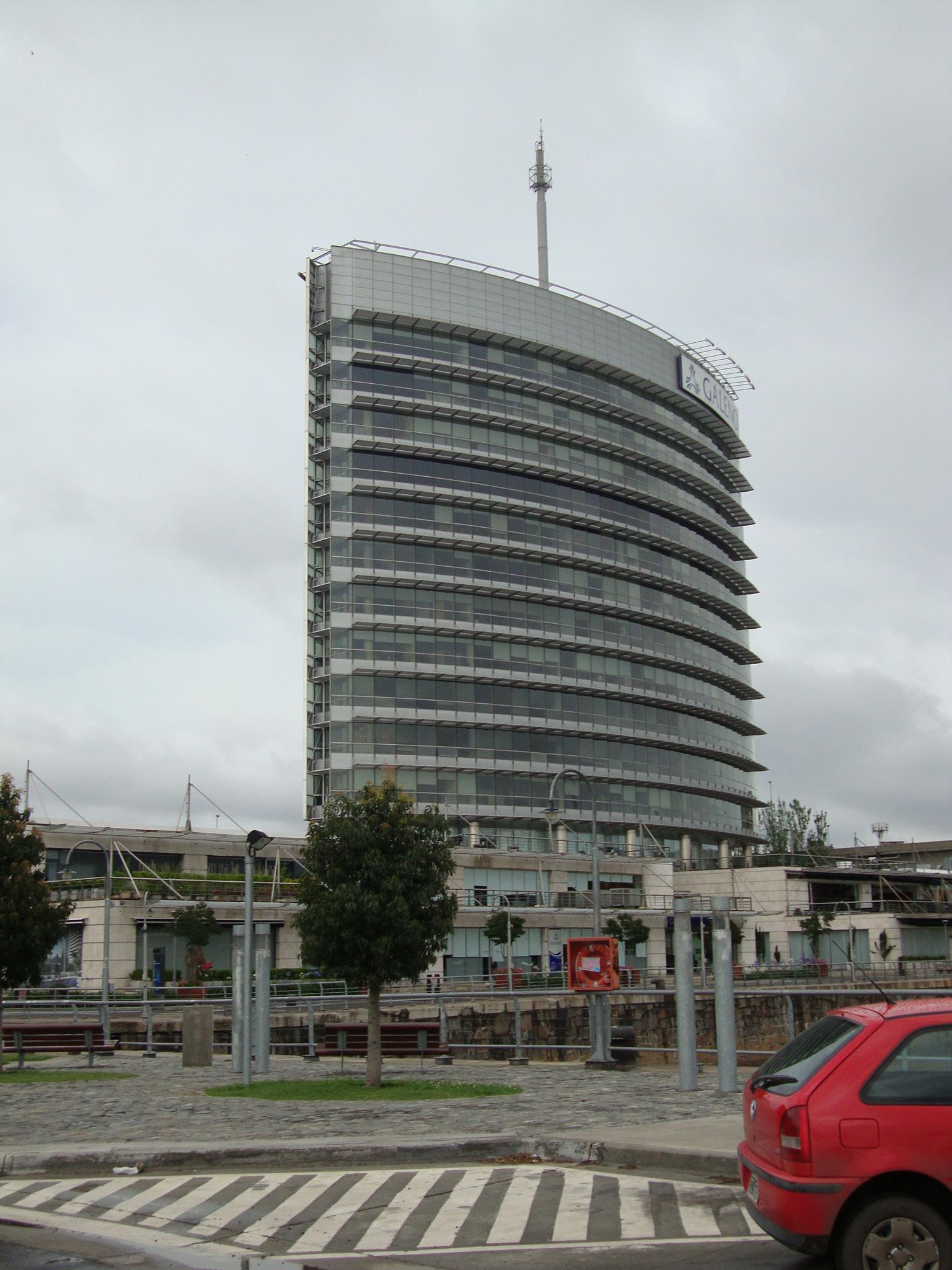
El Edificio Malecón.

## Edificios de viviendas y oficinas

### Edificio Malecón
El primer edificio de oficinas "inteligente" y sustentable de Puerto Madero. Diseñado por el estudio HOK, se terminó en 1999. Aprovechando la iluminación natural, tiene fachadas curvas, así como una escalera de emergencias en un volumen anexo con paredes revestidas en ladrillo de vidrio. Actualmente es sede de varias compañías, entre ellas el Grupo Galeno.

### Madero Harbour
Un ambicioso proyecto que contempla cuatro torres de oficinas, dos torres de viviendas, una destinada a hotel y un centro comercial.

### Zen City
Un complejo en construcción que integra torres con edificios más bajos y aterrazados, y combina oficinas con viviendas y comercios. Su ambientación fue inspirada por los complejos de Palm Beach, en Florida.

### Art María
Concebido como un conjunto de edificios, se trataría de dos torres residenciales y dos volúmenes más horizontales destinados a oficinas y un hotel boutique.

## Proyectos

Harbour Tower en construcción en marzo de 2020

### Harbour Tower
Una torre de viviendas de 52 pisos distribuidos en 192 metros de altura, que estará emplazada en la esquina de Lola Mora y Julieta Lanteri, frente a la plaza del Dique 1. Su ubicación asegura vistas abiertas al río ya desde los primeros pisos y panorámicas de Puerto Madero y la ciudad promediando la torre.
Será un edificio residencial en el que predominen las unidades grandes, con algunas de dos ambientes en los niveles más bajos.

### Otros
- Anfiteatro Costanera Sur
- Driving Urbana (driving range de golf)[5]
- Rueda de Buenos Aires